# Собака-поводырь

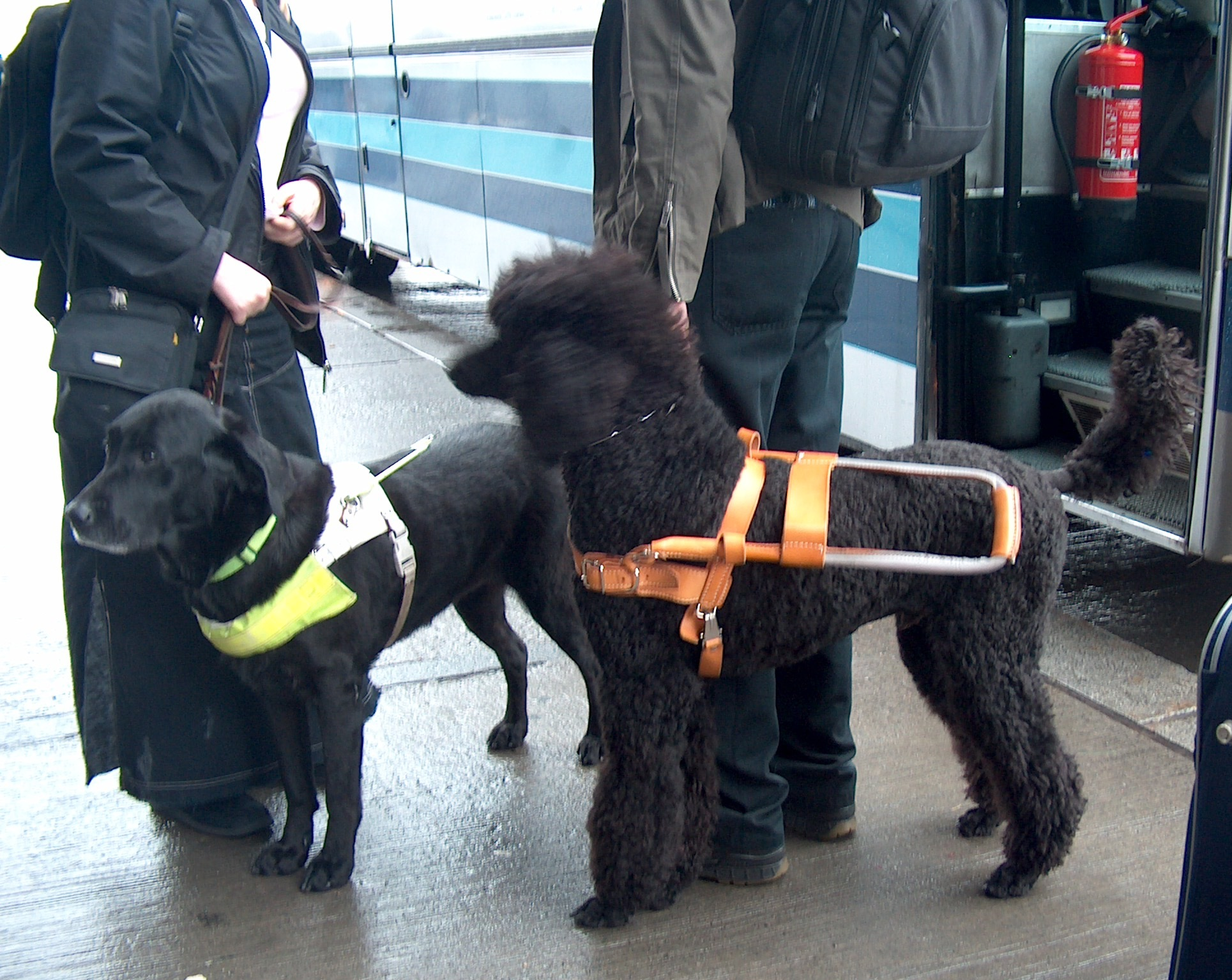

Собака-поводырь — специально обученная собака, которая может помогать незрячим и слабовидящим людям передвигаться вне помещений и избегать препятствий.

## История
В качестве поводырей для людей собаки используется уже несколько сотен лет. Они упоминаются ещё в детском стихе об английском алфавите, который известен с XVI века: «B was a Blind-man/Led by a dog».
Первая школа для подготовки собак-поводырей была создана в 1916 году в Ольденбурге, чтобы повысить мобильность ветеранов Первой мировой войны, ослепших в результате военных действий. Школа в Ольденбурге за 12 лет выпустила более 5 тысяч собак. Вскоре в Западной Европе основаны ещё несколько школ. В 1929 году была создана первая школа в США (в Нэшвилле, штат Теннесси; с 1931 года — в Морристауне, Нью-Джерси). В Великобритании подобные школы были созданы в 1931 году.

## Породы
В качестве поводырей используются преимущественно лабрадор-ретриверы, золотистые ретриверы, немецкие овчарки, однако возможна дрессировка с этой целью и собак других пород.

## Особые права
В ряде стран собаки-поводыри не имеют ограничения на присутствие в таких местах, как места общественного питания и транспорт. В Российской Федерации проезд подобных животных в общественном транспорте бесплатен при условии предъявления владельцем животного документа установленной формы, подтверждающего специальное обучение собаки-проводника. По всем нормативным документам в Российской Федерации таких собак принято называть собаками-проводниками.

## Обучение собак-поводырей в России
В России существуют всего два учреждения по обучению собак для незрячих людей. Первым и старейшим в России является основанная в 1960 году Российская школа подготовки собак-проводников Всероссийского общества слепых . Это единственное учреждение в Российской Федерации, имеющее лицензию на право ведения образовательной деятельности по обучению инвалидов по зрению обращению с собакой-проводником. Для получения собаки-проводника инвалиды по зрению приезжают в Школу на две недели и обучаются практической работе с собаками, правилам ухода за ними и основам ветеринарии. По окончании обучения инвалиды сдают зачёт.
Собака-проводник с комплектом снаряжения, пакетом необходимых документов передаётся инвалиду бесплатно в безвозмездное пользование.
Второе учреждение в России — учебно-кинологический центр «Собаки-помощники инвалидов». Это благотворительная организация, которая с 2003 года бесплатно передает специально обученных собак инвалидам по зрению. Чтобы получить собаку-поводыря в центре «Собаки-помощники инвалидов», необходимо заполнить анкету на сайте организации и ждать приглашения на получение собаки.

## Разумное неподчинение
Важным навыком собак-поводырей является т.н «разумное неподчинение». Правильно обученная собака не должна выполнять команду, если это  угрожало бы хозяину-инвалиду. Вместо этого собака принимает собственное решение, то есть проявляет разумное неподчинение.